# Juan de Vargas Machuca
Juan de Vargas Machuca (Corona española, 1581-Ciudad de México, Virreinato de Nueva España, Imperio español, 1631) fue un militar y político español, caballero de la Orden de Santiago, gobernador de la Capitanía General de Puerto Rico desde 1620 hasta 1625 y gobernador de Yucatán de 1628 a 1630, nombrado por el rey Felipe IV de España.

## Biografía
Juan de Vargas Machuca fue nombrado gobernador y capitán general de San Juan Puerto Rico el 1 de junio de 1619. Al concluir su administración en la isla en 1625, el juez de residencia le impuso una multa de 3200 ducados oro por deficiencias graves en su gestión. A pesar de esto fue nombrado gobernador y capitán general de Yucatán el 12 de mayo de 1628, aunque no tomó posesión en Mérida, capital de la provincia, sino hasta el 15 de septiembre del mismo año.
Fue acusado ante la Real Audiencia de México de varios abusos graves en el ejercicio de su cargo y muy particularmente de nombrar jueces de grana en la región que expoliaban arbitrariamente a la población maya. El 11 de agosto de 1630 se presentó el oidor ante el Ayuntamiento de Mérida presidido por Vargas Machuca, quien se opuso terminantemente a que el funcionario de la Audiencia de México cumpliera su cometido de hacer las averiguaciones del caso y que lo juzgara, argumentando que estaba fuera de la jurisdicción de la mencionada Audiencia el realizar este tipo de juicios cuando se tratara de capitanes generales nombrados por el rey, como era su caso. El gobernador Vargas Machuca incurrió además en la intimidación al oidor y a su secretario, Bartolomé Rodríguez Torquemada, escribano de la Audiencia, quienes tuvieron que refugiarse en el convento de San Francisco de la capital de la provincia. Fue más lejos aún el gobernador al publicar un bando conminando al oidor a abandonar la provincia en un plazo perentorio.
Ante esta grave situación que amenazó al orden público, tuvo que intervenir el obispo Gonzalo de Salazar y Ávila quien publicó un edicto mediante el que ordenaba al gobernador y a todos los funcionarios acatar la autoridad del oidor y de la Audiencia y en general a todos, de abstenerse de impedir el cumplimiento de la misión del abogado Íñigo de Argüello. Tal edicto hizo entrar en razón al gobernador y también permitió al oidor iniciar el juicio que llevó a cabo de manera expedita y fulminante, condenando a Vargas Machuca a una fuerte multa y, por su rebeldía, a sufrir pena de cárcel en la Ciudad de México a donde fue trasladado custodiado por fuerzas del orden.
El 19 de marzo de 1631 el rey le dirigió un extrañamiento muy severo. Ya en la cárcel el virrey de Nueva España también lo increpó personalmente. La situación se volvió tan negativa para él que no resistió el encarcelamiento y murió postrado sumido en la depresión a los pocos meses, en noviembre de ese mismo año.
El oidor de Argüello regresó de Yucatán a la Ciudad de México, dejando en el gobierno de la península a los alcaldes ordinarios de Mérida Juan de Salazar y Antonio Méndez Cancio. Poco más tarde la Real Audiencia de México nombró como gobernador interino a Fernando Centeno Maldonado, mientras el rey disponía la sucesión definitiva para la Capitanía General de Yucatán que recaería en la persona de Jerónimo de Quero.